# Maniari
Maniari és un riu del districte de Bilaspur (Chhattisgarh) que neix a les muntanyes Lormi. Corre al sud i oest passant per Lormi i Takhtpur, i després d'un curs de més de 110 km desaigua al riu Seonath a 21° 53′ N, 82° 05′ E / 21.883°N,82.083°E. Una part de la seva aigua s'utilitza per al reg.